# Десимир Благојевић
Десимир Благојевић (Топола, 1905 − Београд, 1983) био је српски песник и новинар.

## Биографија
Ниже разреде гимназије завршио је у Крагујевцу, а више, матуру и Правни факултет у Београду.
Оставши рано без родитеља, запослио се као административни службеник у београдској железничкој дирекцији, а касније у Уреду осигурања радника. После почиње да се бави новинарством, којим ће се бавити до краја живота.
У редакцијама Времена и Правде уређивао је културне рубрике, пише чланке, фељтоне и есеје из књижевности и ликовне уметности.
Био је један од уредника и сарадника Рефлекса, Чаше воде, Беле ревије, Књиге другова, Уметности. Објављивао је песме у Српском књижевном гласнику, загребачком Kњижевнику, сарајевском Прегледу, цетињским Записима и другим листовима и часописима.

## Награде
- Награда Милан Ракић
- Седмојулска награда
- Змајева награда, 1971.

## Дела
- Шапутања с мостова (1924)
- Карневал Анђела (1930)
- Долазак међ цврчке (1955)
- Три кантате 1956)
- Птице немилице (1958)
- Сребрни пливач (1969)

Избори поезије
- Земаљска трпеза (1967)
- Недоходу у походе (1970)